# 総括 (連合赤軍)
総括（そうかつ）とは、まとめる事であり、特に労働運動や政治運動で、それまでの活動の内容・成果などを評価・反省する意味である。しかし1971年から1972年にかけて起きた連合赤軍による山岳ベース事件では、「総括」の名のもとにリンチ殺人事件が行われた。

## 概要
左翼団体において、取り組んでいた闘争が一段落したときに、これまでの活動を締めくくるために行う活動報告のことを「総括」と言っていた。闘争の成果や反省点について明らかにし、これからの活動につなげていく、工業界でいうところのPDCAサイクルの「C（点検・評価）」に相当する。
1960年代、社会主義化されて久しかった朝鮮民主主義人民共和国（北朝鮮）では朝鮮労働党が生活総和と呼ばれる、総括に極めて近い方式の思想教育体系を確立。日本でも朝鮮総聯の組織内に深く浸透していた。

一方で日本では、共産主義者同盟赤軍派と日本共産党（革命左派）神奈川県委員会両派の非合法組織が統合する形で連合赤軍が結成された。
1971年（昭和46年）12月、両派の初めての合同軍事訓練が行われたが、革命左派リーダー永田洋子を中心とした革命左派メンバーによる赤軍派女性メンバーに対する身なりや闘争への姿勢への批判を受けて、赤軍派リーダー森恒夫は「銃による殲滅戦」（交番襲撃による警官殺害と銃の奪取）のための「革命戦士の共産主義化」の必要性を主張。この中で森は「作風・規律の問題こそ革命戦士の共産主義化の問題であり、党建設の中心的課題」とし、各個人の日常の行動様式やこれまでの活動でのあり方を「総括」していく必要性を説いた。「総括」により「革命戦士の共産主義化」を目指したという意味、日常の瑣末（と思われる）な言動に対しても「総括」を要求された点では北朝鮮の生活総和と変わらなかったが、「『総括』に集中するため」として、正座・絶食の強要、暴行、ロープによる束縛などをした点などにおいて、連合赤軍の総括は極めて異質であった。

合同軍事訓練終了後、両派の合法部・非合法部間の軋轢をきっかけに、連合赤軍は独自に「新党」の結成を宣言。「新党」においては「革命戦士の共産主義化」が中心に据えられ、森と永田を中心とした各メンバーに対する「総括」要求はエスカレートしていった。「総括」要求された者は初めは作業から外されるだけだったが、やがて食事を与えられないようになり、それでも「総括する態度ではない」と見なされたことで暴行が加えられるに至った。1971年12月31日にはついに最初の犠牲者を出したが、森はこれを「総括できなかったところによる敗北死」とし、方針が改められないまま1972年2月までの約2ヶ月の間に12名の犠牲者を出すに至った。
「総括」を要求されたメンバーは各自自身の「総括」を述べたが、森に認められた者はなかった。森に準ずる形で関与していた永田を初めとして森の理論（「総括」達成の基準）を明確に理解していたものはおらず、「総括」要求されたメンバーの中には周囲のメンバーや当事者ですら何を問題とされているのか、何を「総括」すればよいのか分からずにいた者もいたという。